# Florent Menegaux
Florent Menegaux, né le 26 février 1962 à Issy-les-Moulineaux est un chef d'entreprise français, président du groupe Michelin depuis le 17 mai 2019. Il succède à Jean-Dominique Senard.

## Biographie
Florent Menegaux naît le 26 février 1962 à Issy-les-Moulineaux dans le département des Hauts-de-Seine. Il étudie la finance, la gestion et les sciences économiques à l'université Paris-Dauphine. Il sort diplômé en 1986 d'une maîtrise en sciences et techniques comptables et financières.

## Carrière

### Premières expériences
En 1986, Florent Menegaux entre chez PricewaterhouseCoopers (PwC) en tant que consultant. Il devient par la suite manager spécialiste des systèmes de contrôle et de gestion des risques de taux pour les banques. Il reste chez PwC durant cinq ans. En 1991, Florent Menegaux rejoint Exel Logistics France, une entreprise de logistique et de transport en tant que directeur des services financiers. Il est nommé directeur général de l'entreprise six mois plus tard. Entre 1995 et 1996, Florent Menegaux intègre le groupe de transport et de logistique Norbert Dentressangle en tant que directeur général de la branche produits conditionnés.

### Michelin
En 1997, Florent Menegaux commence sa carrière chez Michelin en tant que directeur commercial Pneus Poids Lourd, exerçant ses fonctions entre le Royaume-Uni et l'Irlande. Il gravit progressivement les échelons de la hiérarchie chez Michelin. En 2000, il devient directeur des ventes de première monte et remplacement Pneus Poids Lourd en Amérique du Nord. Trois ans plus tard, il occupe le même poste en Amérique du Sud. Il devient directeur de la zone Afrique-Moyen-Orient en 2005. Au début de l'année suivante, Florent Menegaux revient en Europe en tant que directeur de la division Tourisme Camionnette Remplacement du groupe Michelin. En 2008, il est nommé directeur de la Ligne Produit Tourisme Camionnette et entre au comité exécutif du groupe.
Florent Menegaux est nommé directeur général des opérations en 2014 avant de devenir directeur général exécutif de Michelin au bout de trois ans[source insuffisante]. Il continue son ascension en prenant en 2018 la supervision des Directions Business du groupe Michelin et les Directions Opérationnelles Manufacturing, Supply Chain et Expérience Client. La même année, il est aussi nommé gérant associé-commandité. Le 17 mai 2019, il prend la succession de Jean-Dominique Senard à la présidence du groupe, le deuxième à ne pas être issu de la famille Michelin.
En octobre 2021, son mandat est reconduit jusqu'en 2026.  
Il a supprimé des postes en France et s'est dit prêt à fermer des usines quand elles ne sont pas jugées assez rentables, concurrence chinoise oblige. « Aucun site chez Michelin n'est pérenne », a-t-il averti. Tout en garantissant que le groupe créera in fine autant d'emplois qu'il en supprime.

## Tentatives de nettoyage abusif de l'article Wikipédia
En mai 2020, une enquête menée par des administrateurs de l'encyclopédie collaborative Wikipédia soupçonne plusieurs comptes contributeurs de la présente page d'être liés à des agences de communication[Lesquelles ?] visant à améliorer favorablement son image.